# 오스카 미쇼

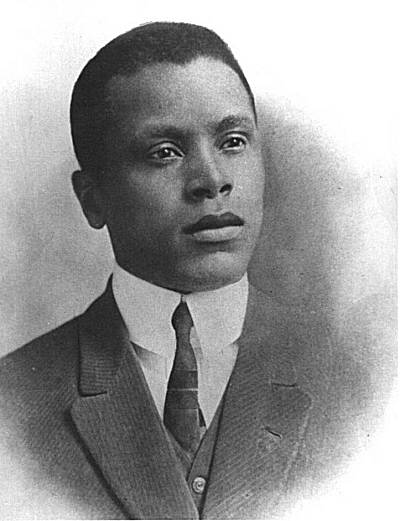
1913년 당시의 오스카 미쇼

오스카 미쇼(Oscar Micheaux, 1884년 1월 2일 ~ 1951년 3월 25일)는 44편씩 연속적으로 제작한 미국의 영화 작가이자 영화 감독 그리고 독립 제작자이다. 비로소 단명한 영화 제작사인 링컨 영화사는 흑인을 위한 영화 제작자들이 소유 및 관리하는 최초의 영화 제작사였다. 미쇼는 아프리카계 미국인 역사상 첫 영화 제작자로 여기고 있으며, 레이스 영화의 제작자이기도 하며, 그 외에도 '20세기 초반 당시에 가장 성공한 흑인 영화 제작자'로도 정평하였다. 그리고 미쇼는 무성영화와 음향영화 등을 함께 제작하였다.

## 죽음

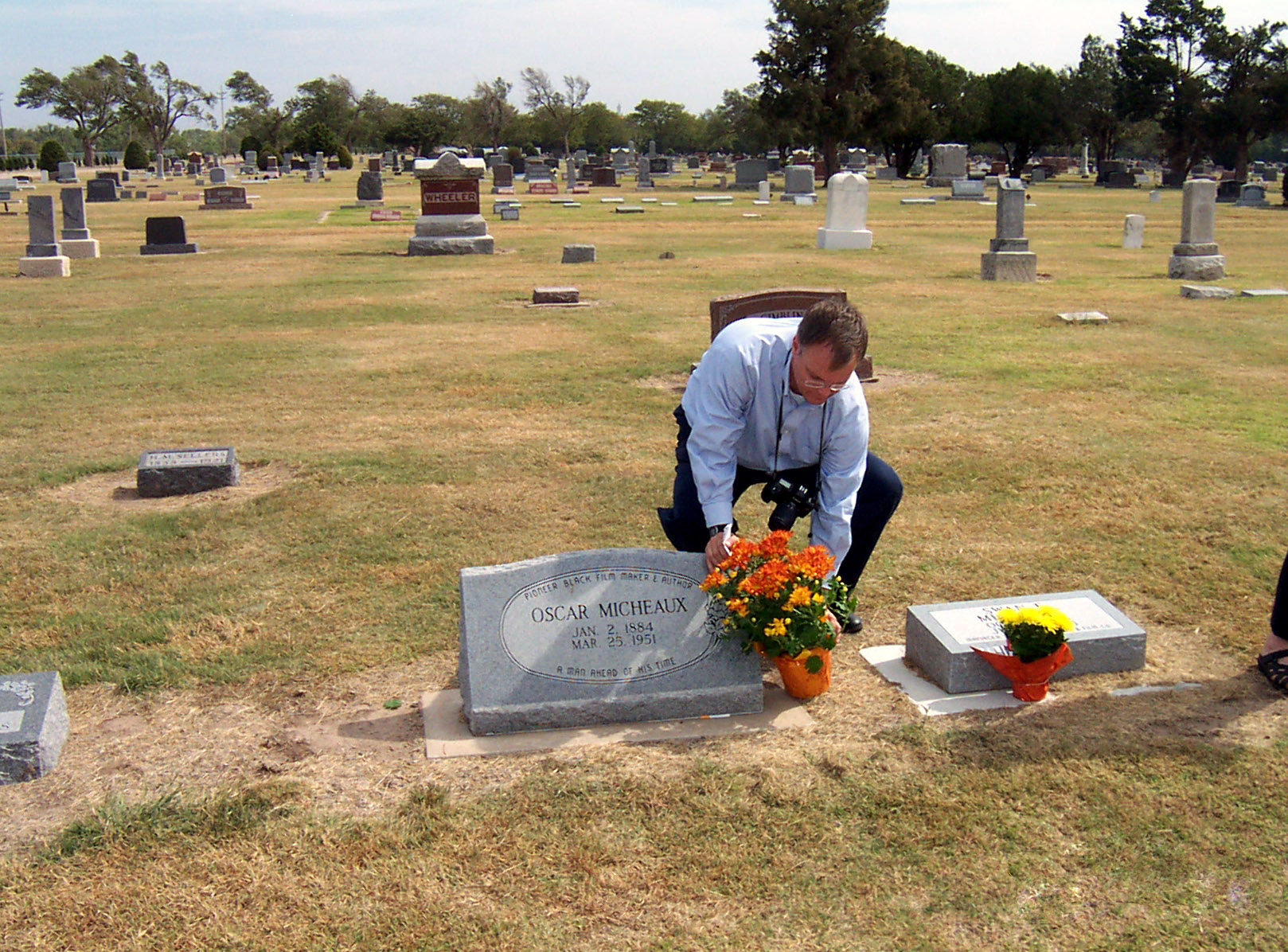
2005년 오스카 미쇼 축제 당시 장식하고 있는 그레이트벤드에 위치한 오스카 미쇼의 묘비

1951년 3월 25일, 오스카 미쇼는 노스캐롤라이나주 샬럿에서 심부전으로 인해 사망하였다. 사후에 그가 안장된 곳은 자신의 젊은 시절을 보낸 캔자스주 그레이트벤드의 한 묘지에 안장되었다. 그의 묘비에는 영어로 "A man ahead of his time"이라고 적혀 있다.

## 주요 작품
- 위딘 아워 게이츠 (1920년)

## 같이 보기
- 디애나 미쇼(영어판)